# Valdis Muižnieks
Valdis Muižnieks (Riga, 22 de febrero de 1935 − 29 de noviembre de 2013) fue un jugador letón y soviético de baloncesto. Consiguió seis medallas en competiciones internacionales con la Unión Soviética. 

## Biografía
Nació el 22 de febrero de 1935 en Riga (Letonia), cinco años más tarde, durante la Segunda Guerra Mundial Letonia fue invadida y anexionada por la Unión Soviética.
Muižnieks jugó con el ASK Riga y ganó tres Copa de Europa de Baloncesto (1958, 1959, 1960) y cuatro Ligas de la URSS (1955, 1956, 1957, 1958).
Con la selección de baloncesto de la Unión Soviética ganó tres medallas de oro en el Campeonato Europeo de Baloncesto de 1957, 1959 y 1961, también ganó tres medallas de plata en los Juegos Olímpicos de Melbourne 1956, Roma 1960 y Tokio 1964.
Falleció el 29 de noviembre de 2013.

## Palmarés
- Copa de Europa: 3

ASK Riga: 1958, 1958-59, 1959-60.